# Jürgen Pontes
Jürgen Pontes (* 27. Juli 1947) ist ein ehemaliger deutscher Fußballspieler. Der Offensivspieler hat in zwei Runden (1965/66, 1967/68) für Borussia Neunkirchen sieben Spiele (1 Tor) in der Fußball-Bundesliga und von 1966 bis 1974 für die Mannschaft vom Ellenfeldstadion in der zweitklassigen Fußball-Regionalliga Südwest 124 Ligaspiele mit 29 Toren absolviert. Der Stürmer gehörte jeweils den Regionalliga-Meistermannschaften der Jahre 1967, 1971, 1972 und 1974 der Schwarz-Weißen aus dem Saarland an.

## Laufbahn
Pontes war ein überdurchschnittlich talentierter Jugendspieler bei Borussia Neunkirchen und kam über die Saarauswahl in die deutsche Jugendnationalmannschaft. Am 21. März 1965 stürmte er beim Freundschaftsländerspiel in Oberhausen gegen Ungarn in der DFB-Nachwuchself auf Rechtsaußen. Bei der 1:2-Niederlage bildete er zusammen mit Karl-Heinz Kamp, Walter Bechtold, Ludwig Bründl und Manfred Mattes den deutschen Angriff. Beim UEFA-Juniorenturnier im April des Jahres stürmte aber der spätere Nationalstürmer Horst Köppel am rechten Flügel der deutschen Jugendauswahl.
In der Saison 1965/66 wurde der junge Spieler von Trainer Horst Buhtz erstmals am 28. August 1965, dem dritten Rundenspieltag, in der Bundesligamannschaft von Borussia Neunkirchen eingesetzt. Beim 1:1-Heimremis gegen den Hamburger SV bildete er mit Heinz Simmet den rechten Flügel. Im Lauf der Runde konnte er aber nicht die Stammspieler an den Flügeln, Elmar May und Werner Görts, verdrängen und kam nur noch am letzten Rundenspieltag, den 28. Mai 1966, beim 1:0-Heimerfolg gegen den Karlsruher SC zu seinem zweiten Bundesligaeinsatz.
In seinem ersten Jahr in der zweitklassigen Regionalliga Südwest, 1966/67, gewann er mit Neunkirchen die Meisterschaft. Pontes hatte 1966/67 in 24 Ligaspielen zehn Tore für das Team von Buhtz-Nachfolger Željko Čajkovski erzielt. In der erfolgreichen Aufstiegsrunde kam er in allen acht Spielen zum Einsatz und erzielte zwei weitere Tore.
In der Bundesligasaison 1967/68 absolvierte Pontes dann aber für die Schwarz-Weißen vom Ellenfeldstadion lediglich fünf (1 Tor) Bundesligaspiele. Das Eigengewächs konnte sich nicht gegenüber den Konkurrenten Hugo Ulm, Hans Linsenmaier und Jürgen Fuhrmann behaupten. Neunkirchen belegte den vorletzten Platz in der Abschlusstabelle und stieg somit in die Zweitklassigkeit ab.
Pontes blieb und spielte mit der Borussia in der Regionalliga Südwest. Nach einem fünften Tabellenplatz im ersten Jahr folgte der vierte Platz in der zweiten Spielzeit 1969/70. Im dritten Jahr, der Saison 1970/71, gewann Pontes unter Trainer Kurt Sommerlatt und an der Seite von Mitspielern wie Gerd Schley, Heinz Histing, Werner Martin, Norbert Heß, Gerd Zewe, Erich Hermesdorf und Heinz-Jürgen Henkes die Meisterschaft – Pontes hatte in 23 Ligaspielen drei Tore erzielt – und qualifizierte sich so für die anschließende Aufstiegsrunde. Er absolvierte in dieser sechs Spiele, doch Platz zwei in der Runde, hinter Fortuna Düsseldorf, reichte nicht für den Aufstieg. Beim dritten Meisterschaftserfolg 1971/72 mit Borussia Neunkirchen in der Regionalliga Südwest kam er unter dem neuen Trainer Alfred Preißler zu 19 Ligaeinsätzen und spielte wiederum sechs Aufstiegsrundenspiele, die aber wiederum nicht zur Rückkehr in die Bundesliga führten. Seine persönlich beste Runde absolvierte der Angreifer 1972/73 mit 25 Einsätzen, in denen er acht Tore erzielte, die Borussia sich jedoch mit dem fünften Rang begnügen musste.
Unter Trainer Erwin Türk feierte Pontes im letzten Jahr der alten zweitklassigen Regionalliga, 1973/74, seinen vierten Meisterschaftsgewinn. Er spielte in 14 Ligaspielen und erzielte dabei drei Tore. In der erneut nicht erfolgreichen Aufstiegsrunde kam er nochmals in den zwei Spielen gegen Rot-Weiß Oberhausen (2:1) und FC St. Pauli (2:5) zum Einsatz. Nach insgesamt 124 Regionalligaeinsätzen mit 29 Toren (22-2 in den Aufstiegsrunden) beendete Pontes im Sommer 1974 seine höherklassige fußballerische Laufbahn und ging in den Amateurbereich zum VfB Hüttigweiler.